# 濫江楼
濫江楼（らんこうろう、生没年不詳）とは、江戸時代の浮世絵師。

## 来歴
ニューオータニ美術館所蔵の肉筆画「虚無僧図」（絹本着色）に「八十有七翁□斎画」の落款と、「濫江楼」の朱文方印があることから、この絵の作者とされている。「虚無僧図」は笠を脱いで顔を見せる若衆の虚無僧姿を描いており、寛政から享和にかけての頃の作とされる。「八十有七翁」とはこの絵を描いたとき八十七歳の老人だったということで、逆算すると「濫江楼」は安永から享保にかけての頃の生まれということになるが、そのほかの出自や経歴については一切不明である。